# 柴田勝敏
柴田 勝敏（しばた かつとし、永禄11年（1568年） - 天正11年5月12日（1583年7月1日））は、安土桃山時代の武将。柴田勝家の養子とも実子ともされる人物で、通称は権六。勝家の嫡子（家督継承予定者）であったという見方もある。諱については勝久（かつひさ）ともされる。

## 記録と生涯
江戸時代に旗本柴田家から提出された家譜に基づいて編纂された『寛永諸家系図伝』（以下『寛永譜』）および『寛政重修諸家譜』（以下『寛政譜』）によれば勝家の養子（実父は不明）で、通称「権六」（諱は不明）として兄弟の先頭に掲載されている。『寛政譜』編纂時に提出された家譜では、幼名が「於国丸」、通称が「権六郎」で、「勝敏」とも名乗ったという。
養子説では、母は勝家の妹とされる。実子とする見解もある。後述の通り天正11年（1583年）に16歳で没したとするならば、永禄11年（1568年）生まれとなる。天正9年（1581年）に北ノ庄を訪問したルイス・フロイスが、人々が「勝家を上様と称し、勝家の子を殿様と呼んでいる」と伝えているが、和田裕弘はこの勝家の子を「権六」のこととしている。
滝川一益の娘が妻になったとされる。和田裕弘は、フロイスの書簡に「信長の娘が勝家の嫡子に嫁いだ」とあるのは、滝川一益の娘が信長の養女となったのであろうとする。
賤ヶ岳の戦いでは、突出した佐久間盛政を説得するために勝家から派遣された。その後、秀吉軍の攻撃を受けて捕らえられたという。
天正11年（1583年）5月12日に斬られ、16歳で没したという。『寛政譜』では、16歳で京都において自殺とあるが、時期の記載はない。

## 子孫
立花宗茂に仕えた柴田勝春（柴田善右衛門、中務）は柴田勝家の縁者とされており、『旧柳川藩史』では勝春は勝敏の子であるとする。
ただし柳川藩士となった柴田家によれば善右衛門勝春は勝家の実子であるといい、落城時に乳母に抱かれて筑後国に落ち延びたという。著名な勝家の肖像画（紙本著色柴田勝家像）は柳川柴田家に伝わっていたもので、北ノ庄籠城中に描かれた姿と伝承されている。「柴田善右衛門」という人物が慶長5年（1600年）の江上合戦に小野鎮幸の与力として出陣し戦死したことは一次史料で確認される。